# Arrouède
Arrouède (Gascons: Arroeda) is een gemeente en dorp (fr.commune) in het Franse departement Gers (regio Occitanie). De commune telt 87 inwoners (2009). De plaats maakt deel uit van het kanton Masseube in het arrondissement Mirande. De inwoners worden Arroédois(es) genoemd.

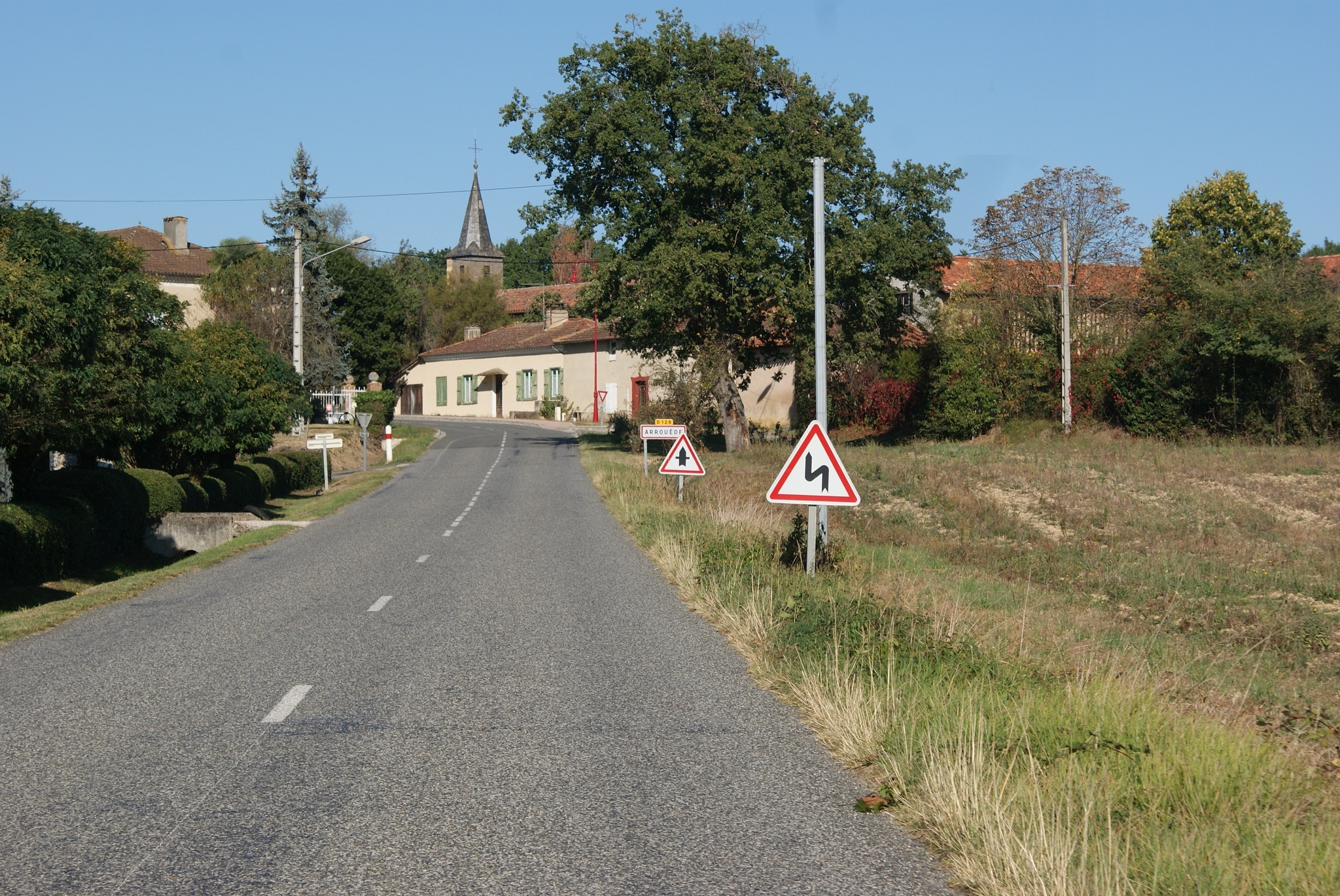
De D128 in het dorp.

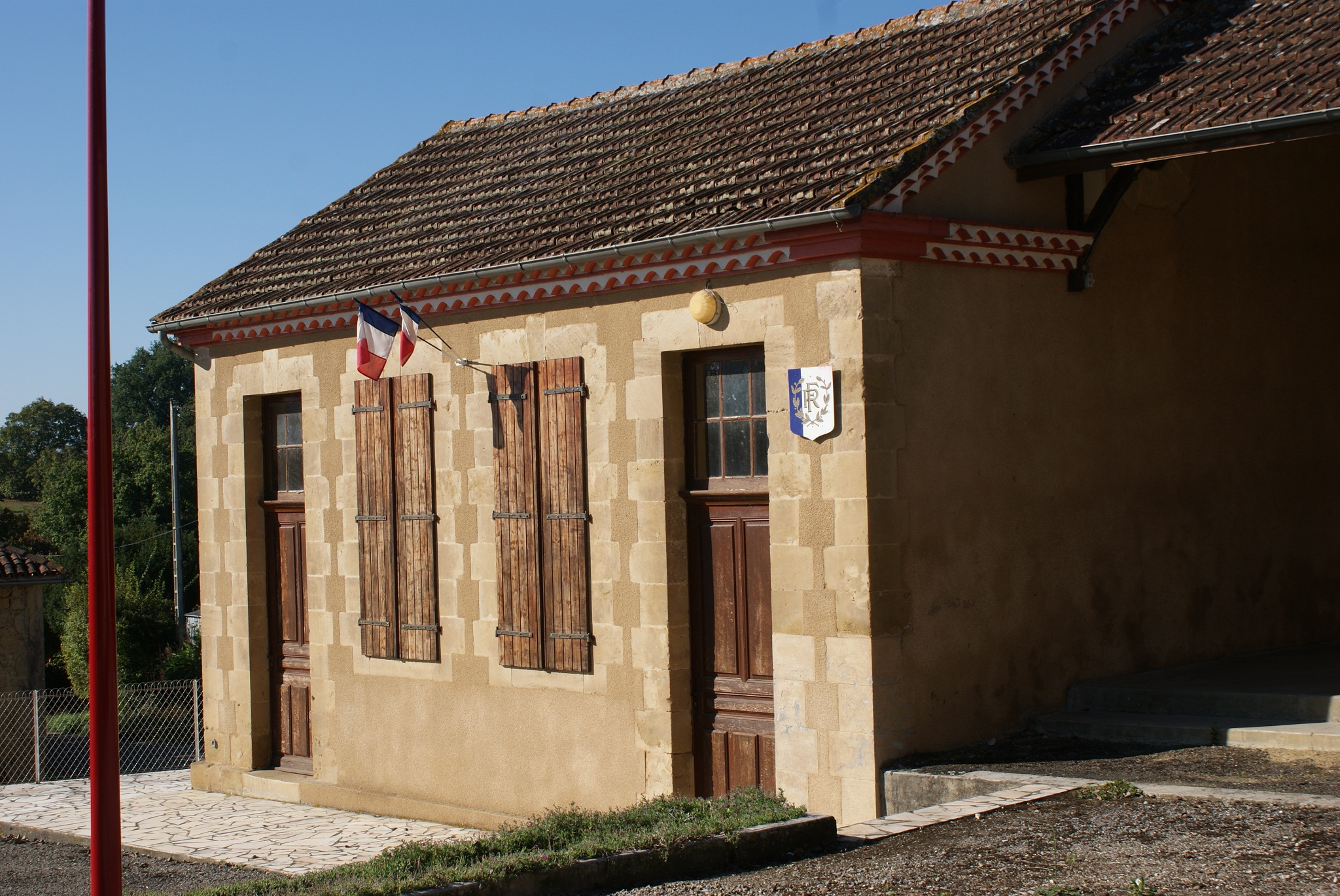
Het gemeentehuis.

## Het huidige dorp
Arrouède ligt aan de D128. De Gers stroomt door de gemeente. Er is een kerk met daarbij een monument voor de gevallenen en een kruis. Onder het kruis de tekst: Souvenir des jeunes gens 1870. Er is een gemeentehuis en een feestzaal, met jeu de boule complex. Er is een plek voor een hoefsmid en er is een waterput. In Arrouède is een café, zijn Chambres d'Hôtes en er is een auberge. De commune is lid van Les Hautes Vallées. Het dorp valt onder de VVV (fr. l'office de tourisme) van Masseube.

#### Geografie
De oppervlakte van Arrouède bedraagt 6,4 km², de bevolkingsdichtheid is dus 13,6 inwoners per km². Arrouède ligt 32 km van Auch.

#### De nabije omgeving
De onderstaande figuur toont de omringende gemeenten van Arrouède.

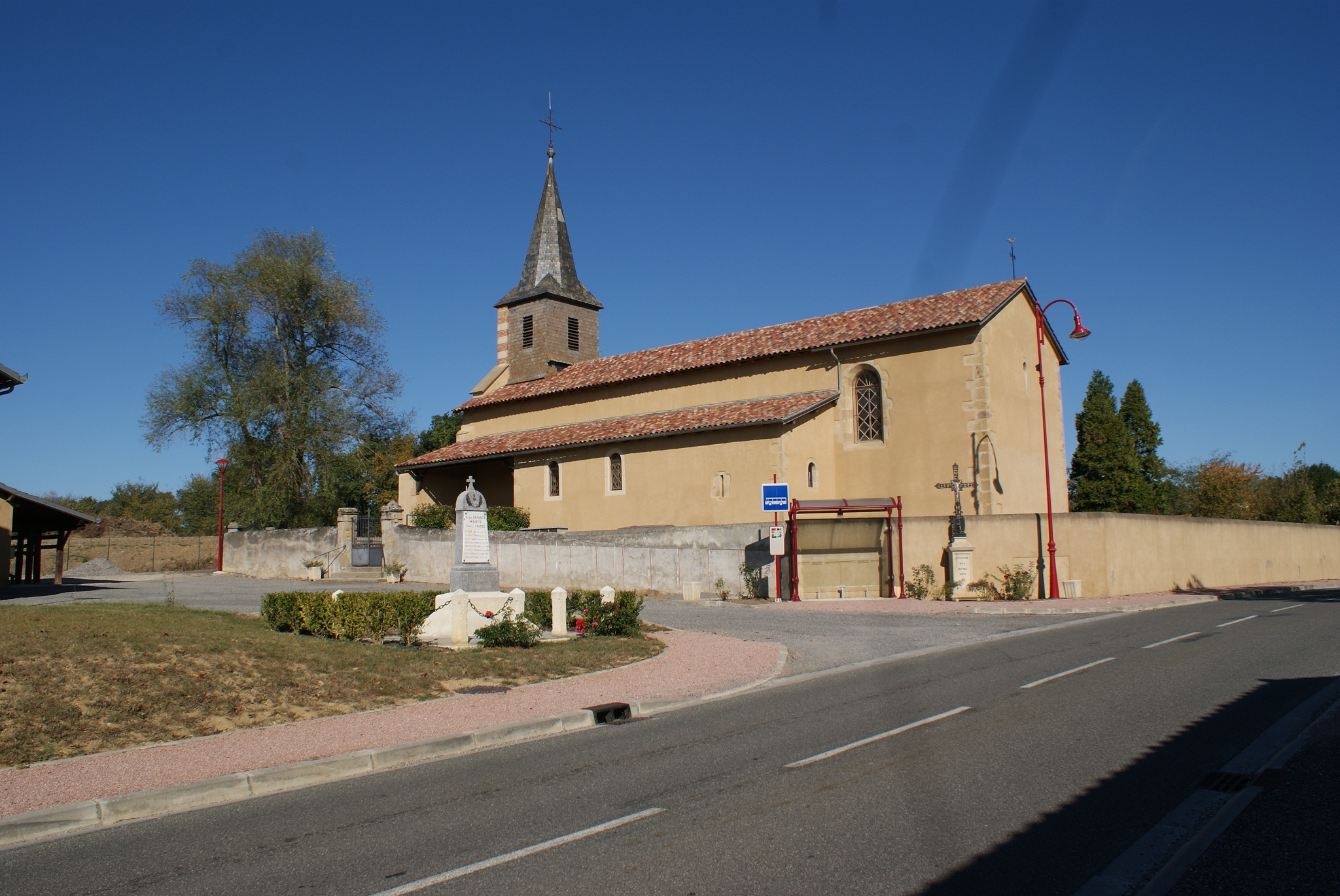
De kerk.

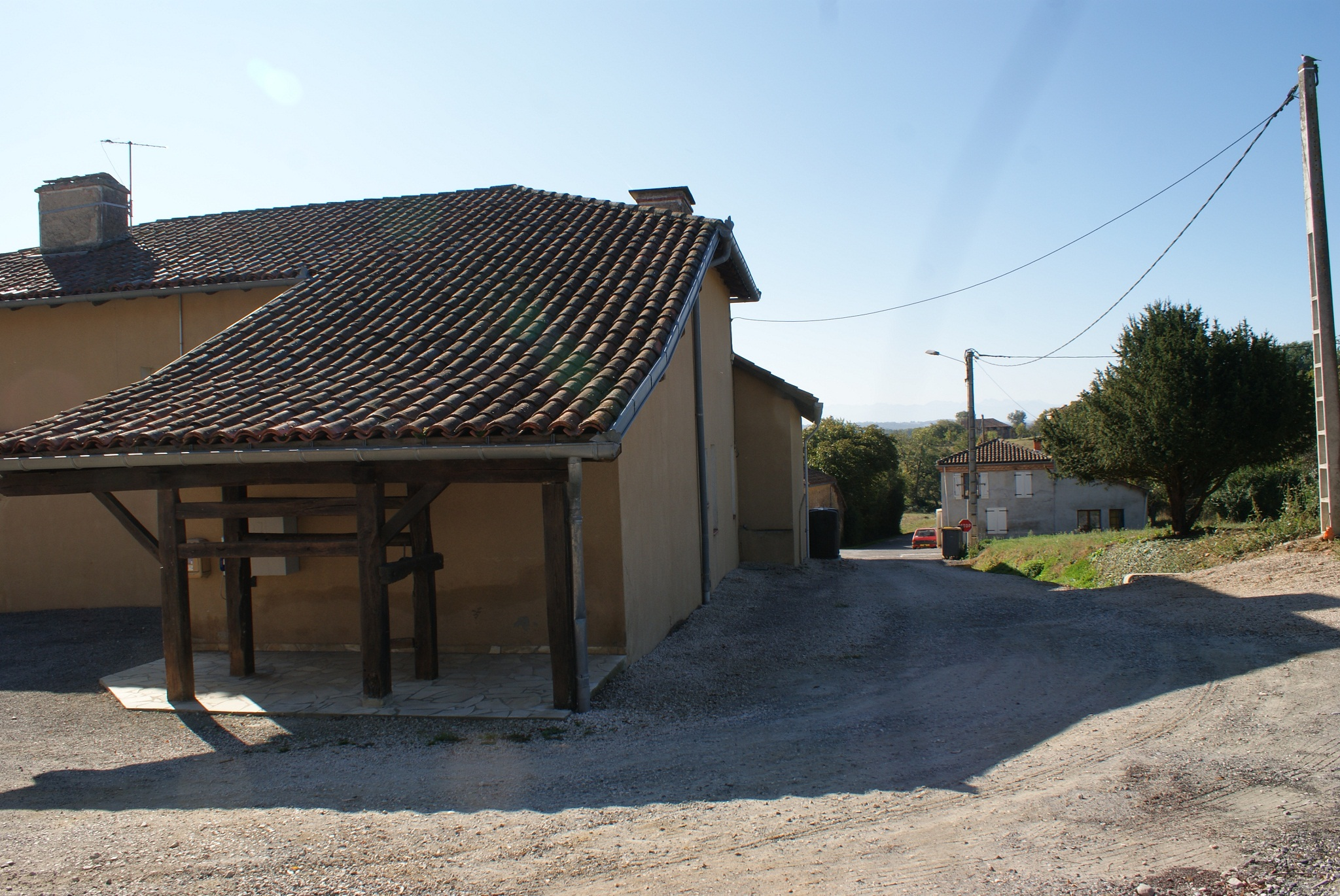
Een straat in Arrouède.

De onderstaande kaart toont de ligging van Arrouède met de belangrijkste infrastructuur en aangrenzende gemeenten.

#### Demografie
Onderstaande figuur toont het verloop van het inwonertal (bron: INSEE-tellingen).